# Keinosuke Enoeda
Keinosuke Enoeda (4. července 1935 Fukuoka – 29. března 2003) byl šéf-instruktor KUGB (Karate Union of Great Britain) až do své předčasné smrti v roce 2003, kdy zemřel na rakovinu. Enoeda získal za svůj život honorární 8. dan v Šótókan karate a byl celosvětově proslulý jako impozantní bojovník. Po jeho smrti mu byl udělen dan devátý. Poté, co graduoval na Univerzitě v Takushoku, začal studovat v dojo v Tokyu pod mistrem Masatoši Nakajamou – šéf-instruktorem. Vyhrál Japonské mistrovství karate v roce 1963. V této době získal svoji přezdívku „tygr“ (japonsky „tora“), poté co sensei Nakayama popsal jeho styl boje.
20. dubna 1965 byl podle následování vize JKA vyslán jako instruktor do zahraničí, aby šířil karate - cestoval do Velké Británie s dalším instruktorem Shiraiem, Kanazawou a Kase. Začal učit v Liverpoolu.

## Zajímavé události
- Enoeda se objevil v televizní reklamě na brambůrky Kung Phooey.
- Enoeda se objevil v bondovce Žiješ jenom dvakrát.
- V roce 1973 vedl ukázku karate v televizní stanici BBC.[5] Jako část seriálu Otevřené dveře to byl první britský pořad o karate. Exhibice obsahovala základní techniky, kata, boj proti více bojovníkům, boj proti meči a přerážení desky z tvrdého japonského dřeva.

## Asistenti
Jako šéf-instruktor KUGB Enoedovi asistovali v následujících období tito instruktoři:
- Sadašige Kato (1966?–1973)
- Hideo Tomita (1973–1974)
- Masao Kawasoe (1974–1982)
- Jošinobu Ohta (1982–2003)

## Dílo
- Shotokan Karate: 10th Kyu to 6th Kyu, ISBN 978-0713643114
- Shotokan Karate: 5th Kyu to Black Belt, ISBN 978-0713691368
- Shotokan Advanced Kata: v. 1, ISBN 978-0946062034
- Shotokan Advanced Kata: v. 2, ISBN 978-0946062041
- Shotokan Advanced Kata: v. 3, ISBN 978-0946062058
- Shotokan Advanced Kata: v. 4, ISBN 978-0946062065
- Shotokan Karate Free Fighting Techniques (with Charles Mack), ISBN 978-1874250067